# قوز قرنیه

سمت چپ چشم طبیعی؛ سمت راست چشم با قوز قرنیه

کراتوکونوس  یا  قوز قرنیه  (به انگلیسی: Keratoconus) یک بیماری قرنیه چشم است. این بیماری معمولاً در سنین نوجوانی یا اوایل دهه سوم زندگی بروز می‌کند. در این بیماری قرنیه نازک شده و شکل آن تغییر می‌کند. قرنیه به‌طور طبیعی شکلی گرد یا کروی دارد ولی در کراتوکونوس (قوز قرنیه) قرنیه برآمده و مخروطی شکل می‌شود. این تغییر بر روی انکسار نور هنگام ورود به چشم تأثیر گذاشته و سبب کاهش وضوح بینایی می‌شود. کراتوکونوس ممکن است در یک یا هر دو چشم رخ دهد ولی در۹۰٪ موارد در هر دو چشم دیده می‌شود.

## علائم و نشانه‌های کراتوکونوس

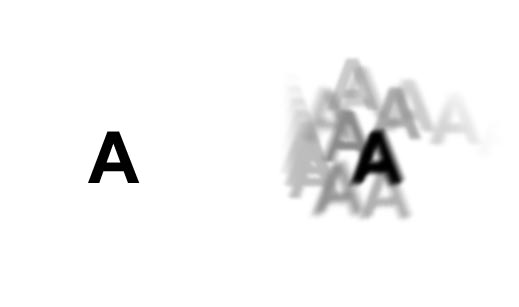
شبیه‌سازی تصویری که فرد مبتلا به قوز قرنیه مشاده می‌کند

تشخیص کراتوکونوس (قوز قرنیه) ممکن است به دلیل بروز و پیشرفت آهسته آن مشکل باشد. این بیماری ممکن است با نزدیک بینی و آستیگماتیسم همراه باشد در نتیجه ممکن است موجب عدم وضوح و تاری دید شود. بیمار همچنین ممکن است دچار هاله بینی و حساسیت به نور باشد. بیماران معمولاً در هر بار مراجعه به چشم پزشک نسخه شان تغییر می‌کندو بعد از مدتی ثابت باقی می‌ماند.

## علل قوز قرنیه
علت کراتوکونوس (قوز قرنیه) هنوز شناخته نشده است. هرچند این بیماری ارثی نیست ولی ژنتیک، محیط ویا برخی بیماریها احتمالاً در بروز موثرند. مالیدن محکم چشم گرچه علت قوز قرنیه نمی‌باشد ولی در روند ایجاد آن بی تأثیر نیست، لذا به بیماران مبتلا به قوز قرنیه توصیه می‌شود که از مالیدن چشم بپرهیزند.

## درمان
در انواع خفیف بیماری، عینک یا لنز نرم (Soft Contact Lenses) ممکن است کمک‌کننده باشد ولی با پیشرفت بیماری و نازکتر شدن و تغییر شکل بیشتر قرنیه این درمان‌ها دیگر چندان کارساز نخواهد بود.
درمان بعدی بیماری استفاده از لنزهای سخت دارای قابلیت نفوذ گاز است. این لنزها قابلیت بیشتری برای اصلاح آستیگاتیسم نامنظم ناشی از کراتوکونوس (قوز قرنیه) دارند.
قرار‌گیری مناسب لنز بر روی قرنیه مبتلا به کراتوکونوس (قوز قرنیه) کاری ظریف است.
در حال حاضر در بیمارانی که قادر به تحمل لنزهای سخت نیستند از روش‌های جدیدتری مانند قرار دادن رینگ‌های داخل قرنیه مثل Intacs و Ferrara و رینگ کامل Myoring استفاده می‌شود. مطالعه بر روی این روش نشان دهنده بهبود نسبی بیماران است، هر چند نشان داده نشده است که این روش مانع پیشرفت بیماری شود. البته در مورد مایورینگ مطالعه‌ای که توسط پروفسور دکسر از اتریش انجام شده مبین تقویت ۳۰٪ قرنیه شده و در نتیجه باعث توقف پیشرفت قوز قرنیه خواهد شد.

## روش‌های درمان
به‌طور کلی روش‌های درمان قوز قرنیه به چهار مرحله تقسیم می‌شود.
- در مراحل اولیه بیماری، تجویز عینک توسط پزشک تا حد زیادی باعث اصلاح دید می‌شود البته باید توجه داشت بیماری ماهیت پیشرونده دارد در نتیجه نمره عینک تجویز شده تغییر خواهد کرد.
- با پیشرفت بیماری و افزایش نزدیک بینی و آستیگماتیسم نامنظم مرحله‌ای فرا می‌رسد که دیگر با عینک نمی‌توان دید را اصلاح کرد و برای اصلاح دید باید از لنزهای تماسی سخت (Hard Contact Lens) استفاده کرد. وقتی لنز سخت روی قرنیه قرار می‌دهیم لایه اشکی که بین لنز و قرنیه ایجاد می‌شود نامنظمی را اصلاح می‌کند. بیمارانی که قادر به تحمل لنزهای سخت نمی‌باشند می‌توانند از لنزهای هیبریدی (ترکیبی از سخت و نرم) استفاده کنند.
- از دیگر درمانهای جراحی قوز قرنیه استفاده از حلقه‌های داخل قرنیه می‌باشد؛ این نوع از درمان در بعضی از قوزهای خفیف تا متوسط که کنتاکت لنز را نمی‌توانند تحمل کنند، کاربرد دارد. این حلقه‌ها با کاهش میزان آستیگماتیسم نامنظم به بهبود بینایی کمک می‌کنند. میزان موفقیت درمان با حلقه‌های داخل قرنیه بسیار متغیر و از فردی به فرد دیگر متفاوت خواهد بود و نتایج عمل در بیماران کراتوکونوس (قوز قرنیه) متفاوت است. در این بیماران قرار دادن رینگ به‌طور متوسط باعث بهبود دو خط دید در نیمی از بیماران می‌گردد. در واقع در بیماران قوز قرنیه این عمل باعث می‌شود بیماری که قبل از عمل با عینک دید خوبی نداشته‌است پس از قرار دادن رینگ به دلیل کاهش نامنظمی‌های قرنیه با عینک جدید دید بهتری نسبت به قبل از عمل داشته باشد. البته این روش در تمام بیماران قابل انجام نیست.
- یکی از درمان‌های جدید قوز قرنیه ایجاد پیوند متقاطع بین رشته‌های کلاژن قرنیه (Corneal collagen cross-linking یا CXL) با استفاده از اشعه فرابنفش UV-A و داروی ریبوفلاوین است. در این روش پس از برداشتن لایه سلول‌های سطحی (اپیتلیوم) قرنیه، به مدت سی دقیقه (هر ۳ دقیقه یک بار) قطره ریبوفلاوین۱/. درصد در چشم ریخته می‌شود و سپس طی مدت سی دقیقه بعدی در حالیکه هر ۵ دقیقه یک بار قطره مذکور در چشم چکانده می‌شود، اشعه ماوراء بنفش به قرنیه تابانده می‌شود. این کار باعث افزایش پیوندهای متقاطع بین رشته‌های کلاژن قرنیه و در نتیجه افزایش استحکام قرنیه می‌شود. دیده شده‌است که پیشرفت بیماری تقریباً در ۱۰۰٪ موارد متوقف شده و در نیمی از موارد قرنیه اندکی مسطح تر شده و بیماری کمی (حدود ۲٫۸۷ دیوپتر) بهبود یافته‌است و بینایی ۱٫۴ خط بهتر شده‌است. این روش باعث می‌شود نیازی به پیوند قرنیه نیاز نباشد. در این روش بینایی فرد با و بدون عینک بهبود یافته و میزان آستیگماتیسم، کاهش قابل ملاحظه‌ای خواهد داشت. بهترین داوطلبان این روش عبارتند از: بیمارانی که به تازگی برای آن‌ها تشخیص کراتوکونوس داده شده، افراد جوان و میانسالی که بیماری آن‌ها پیشرونده است، کسانیکه دچار هیدروپس یا اسکار سفید بروی قرنیه نشده‌اند و همچنین کسانیکه لنز تماسی روی چشمشان خوب فیت نمی‌شود.

## پیش آگهی
بیماری معمولاً بین ده تا بیست سال پس از بروز تشدید می‌شود (آستگماتیسم و میوپی بیمار بیشتر می‌شود) و حتی در مواردی به دید بیمار آسیب می‌زند ولی خوشبختانه این خطرناک نیست. قوز قرنیه پیشرفته و درمان نشده یکی از علل شایع پیوند قرنیه است و عمل پیوند قرنیه عموماً نتایج موفقیت آمیزی دارد.

## کاربرد لیزر در درمان
درگذشته در بیماران مبتلا به قوز قرنیه از اعمال جراحی لیزری مانند لیزیک – لازک یا PRK استفاده نمی‌شد زیرا باعث تشدید بیماری می‌گردید اما با ظهور روش (Collagen Cross-Linking یا CXL) می‌توان به صورت هم‌زمان یا در قدم بعدی عیب انکساری چشم (شماره چشم) را با لیزر (معمولاPRK) درمان کرد.